# Tamnougalt

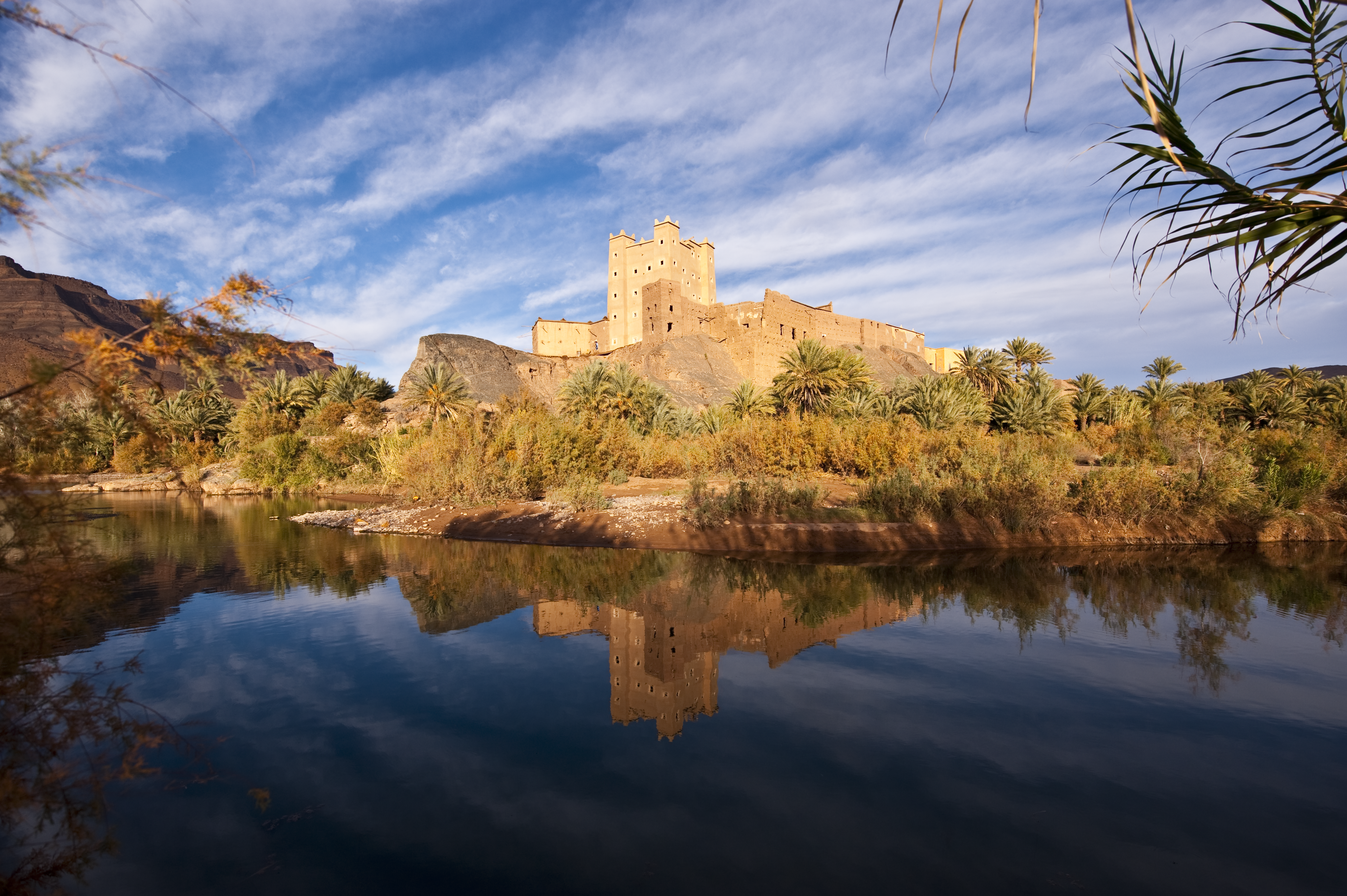
Kasbah von Tamnougalt über dem Oued Draa

Tamnougalt (arabisch تيسركات) ist ein Berberdorf mit etwa 500 Einwohnern nahe der Kleinstadt Agdz im Draa-Tal in der Provinz Zagora in der Region Drâa-Tafilalet im Süden Marokkos.

## Lage und Klima
Tamnougalt liegt etwa 1,5 km nördlich des Oued Draa in einer Höhe von etwa 930 m im Drâa-Tal etwa 7 km östlich von Agdz bzw. ca. 77 km südöstlich von Ouarzazate oder 88 km nordwestlich von Zagora. Das Klima ist meist warm und trocken; nachts kann es deutlich abkühlen. Regen (ca. 150 mm/Jahr) fällt nahezu ausnahmslos im Winterhalbjahr.

## Bevölkerung
Die Bevölkerung des Lehmdorfs besteht ganz überwiegend aus Atlas-Berbern. Gesprochen wird neben verschiedenen Berberdialekten in der Hauptsache Marokkanisches Arabisch.

## Wirtschaft
Früher spielte die Dattelpalmenoase südlich der Stadt die zentrale Rolle für die Versorgung der Bevölkerung und der Karawanen. Heutzutage lebt ein Großteil der Bevölkerung von Geldtransferleistungen der in den Städten des Nordens oder in Europa arbeitenden Männer. Der Tourismus spielt seit den 1980er Jahren eine immer größere Rolle im Wirtschaftsleben des Dorfes.

## Geschichte
Ehemals war Tamnougalt der Hauptort der Oase Mezguita; der Ursprung des Ortes reicht möglicherweise bis in die Zeit der Saadier zurück, doch erlebte der Ort einen Aufschwung in der Zeit der Alaouiten im 18. Jahrhundert. Von 1874 bis 1955 übernahm der von Telouet aus regierende Clan der Glaoui die Macht. 

## Sehenswürdigkeiten
- Der ehemals bedeutende Ort beeindruckt noch immer durch die zahlreichen Ruinen ehemaliger Lehmbauten.
- In der Umgebung befinden sich zahlreiche landwirtschaftlich genutzte Parzellen, die jedoch wegen der oft ausbleibenden Regenfälle nur zeitweise ein idyllisches Bild abgeben.
- An einer Bergflanke etwa 500 m vom Ort entfernt befindet sich die um 1930 aus Stampflehm erbaute Kasbah Aït Hammou ou Saïd. Diese diente bis 1978 als örtliche Schule. Im Jahr 2009 wurde sie restauriert.